# Ивањданска ликовна колонија
Ивањданска ликовна колонија је културна манифестација у манастиру Ајдановац код Прокупља.
Манифестација је отпочета 2005. године и одржава се сваке године од 3. до 7. јула у манастиру Светог Великомученика Георгија у Ајдановцу, а организатори су Дом културе Прокупље и Kоло српских сестара. Колонија окупља сликаре из Србије, који својим сликама помажу обнову манастира.
Kолонија има уметнички, туристички и хуманитарни карактер. Највећи део слика са колоније остаје у манастиру Ајдановац и употпуњава њихову архиву, а сав новац прикупљен продајом слика користи се за обнову манастира. Инспирација уметницима су управо и били манастир, његове фреске и околна природа.